# Шейченко, Светлана Константиновна
Светла́на Константи́новна Шейче́нко (род. 20 ноября 1951, Тбилиси) — советская и российская актриса театра, кино и дубляжа, заслуженная артистка России (2006).

## Биография
Родилась 20 ноября 1951 года в Тбилиси (Грузия), потому что там служил её отец — был танкистом. Мать по образованию инженер-экономист, но по профессии не всегда работала из-за частых переездов с семьёй. Светлана хотела быть балериной и ещё ребёнком выступала на военных концертах, танцах.
Через некоторое время увлеклась театром и поступила в Ленинградский государственный институт театра, музыки и кинематографии (ЛГИТМиК), который и окончила с красным дипломом в 1973 году. Училась на курсе профессора В. В. Меркурьева и И. В. Мейерхольд. После окончания учёбы работала в Александринском театре.
Дебютом на александринской сцене стала роль Виктории в романтической драме А. Штейна «Ночью без звёзд» (1974). Молодую актрису сразу же ввели в спектакли текущего репертуара, где она переиграла множество эпизодических ролей. Одной из заметных работ актрисы стала роль Насти Вольновой в драме М. Алексеева «Ивушка неплакучая» (1977). А в 1979 году Светлана ввелась в спектакль «Сказки старого Арбата» А. Арбузова на роль Виктоши, которую сыграла более 100 раз.
О дуэте Светланы Шейченко и Бруно Фрейндлиха в спектакле «Пер Гюнт» писали: «Спектакль был традиционным и добротным. И вот сцена Пера и Анитры. Из гробницы появлялась восточная статуэтка, озорная, коварная и лукавая. Сцена была сыграна с тонким юмором, изяществом и прелестной эротичностью. Это был дуэт двух мастеров». Работой, которая могла бы принести актрисе заслуженную славу, была роль Реневой в социально остром и дерзко-театральном спектакле Арсения Сагальчика «Светит да не греет». Но спектакль был закрыт. Другой крупной драматической ролью этого периода стала Дельфина, баронесса де Нусинген — героиня романа Оноре де Бальзака «Отец Горио».
На Новой сцене Александринского театра сыграла Привратника и одну из трёх ведьм в спектакле польского режиссёра Кшиштофа Гарбачевского «Макбет» по трагедии У. Шекспира.
В начале 1990-х годов на дубляж и озвучивание Светлану пригласил Николай Буров. До этого она работала на Ленинградском радио, почти 15 лет вела программу радиостанции «Невская волна». Первый раз дублировала фильм в 1999 году — это был фильм «Мачеха», что стало её первой работой на студии «Нева-1». Участвовала в озвучивании аудиокниг (Ж. Верн — «Пятнадцатилетний капитан», радиоспектакль).

## Фильмография
- 1986 — Прекрасная Елена — Бахиза, прислужница Елены
- 2001 — Улицы разбитых фонарей-3 — Вера Фёдоровна Игнатова (Серии 24 и 25 «Парень из нашего города»)
- 2010 — Планктон

## Театральные работы
Александринский театр
- 1974 — «Ночью без звёзд» — Виктория
- 1974 — «Час пик» — Божена и гостья
- 1974 — «Много шуму из ничего» — Музыкант
- 1974 — «Из жизни деловой женщины» — Аля Козлова, Невеста, Иностранка, Ирина
- 1974 — «Похождения Чичикова» — Барышня на балу, девушка у Коробочки, танцующая
- 1974 — «Одни, без ангелов» — Зоя
- 1974 — «Справедливость — мое ремесло» — Нина
- 1975 — «Ураган» — Анюта
- 1976 — «Зеленая птичка» — Комедиантка
- 1976 — «Из записок Лопатина» — Нина
- 1977 — «Пока бьется сердце» — Наташа
- 1977 — «Ивушка неплакучая» — Настя Вольнова
- 1979 — «Сказки старого Арбата» — Виктоша
- 1979, 1983 — «Пер Гюнт» — Анитра
- 1981 — «Предел возможного» — Ася Голикова
- 1981 — «Высшая мера» — Соня Земскова
- 1982 — «Отец Горио» — Дельфина, баронесса де Нусинген
- 1983 — «Много шуму из ничего» — Геро
- 1987 — «Женитьба Бальзаминова» — Анфиса
- 1996 — «Горе от ума» — Лиза
- 1999 — «Борис Годунов» — Хозяйка корчмы
- 1999 — «Сказка о царе Салтане» — Средняя сестра (ткачиха)
- 2000 — «Пара гнедых» — Героиня
- 2001 — «Три сестры и дядя Ваня» — Ирина
- 2002 — «Ревизор» — Земляника (жена)
- 2002 — «На всякого мудреца довольно простоты» — Глафира Климовна Глумова
- 2002 — «Ярмарка тщеславия» — Миссис Брикс
- 2003 — «Тринадцатый номер» — Памела
- 2004 — «Я вернулся в мой город» (Торжественный вечер, посвящённый юбилеям М. Ю. Лермонтова и Вс. Э. Мейерхольда, режиссёр Николай Шейко) — участник
- 2005 — «Двойник» — Чиновница
- 2006 — «Живой труп» — Мария Васильевна Крюкова
- 2009, 2018 — «Ксения. История любви» («Блаженная Ксения. История любви») — массовые сцены
- 2010 — «Гамлет» — Актриса
- 2015 — «Макбет» — привратник, ведьма
- 2015 — «Третий выбор» (вторая редакция спектакля «Живой труп») — Анна Дмитриевна Каренина
- 2017 — «Женитьба» — тётка Арина Пантелеймоновна

## Дубляж и закадровое озвучивание

### Фильмы

#### Джули Эндрюс
1. 2004 — Дневники принцессы 2: Как стать королевой — Кларисса Ренальди[5]
2. 2001 — Дневники принцессы — Кларисса Ренальди[5]

#### Другие фильмы
1. 2015 — Громче, чем бомбы — Изабель (Изабель Юппер)[5]
2. 2014 — Три сердца — Мадам Бергер (Катрин Денёв)[5][6]
3. 2014 — Бёрдмэн — Табита (Линдси Дункан)[6]
4. 2014 — Стражи Галактики — командор Корпуса Новы Ирани Раэль (Гленн Клоуз)[5][6]
5. 2012 — Люди в чёрном 3 — агент O (Эмма Томпсон)[5]
6. 2005 — Привет семье! — Сибил Стоун (Дайан Китон)[5]
7. 2003 — Римская весна миссис Стоун — Карен Стоун (Хелен Миррен)[2][5]
8. 2003 — Крупная рыба — Сандра Блум в старости (Джессика Лэнг)[5]
9. 2001 — Не говори ни слова — Эгги Конрад (Фамке Янссен)[5]
10. 1998 — Мачеха — Изабель Келли (Джулия Робертс)[5]

### Мультфильмы
1. 2000 — Динозавр — Плио[5]

### Сериалы
- 2012—2015 — Американская история ужасов — Констанс Лэнгдон / Сестра Джуд / Фиона Гуд / Эльза Марс (Джессика Лэнг) (закадровое озвучивание Кравец-Рекордз)[5]
- 2011—2013 — Следствие по телу — Джоан Хант (Джоанна Кэссиди)[6]
- 2004—2012 — Отчаянные домохозяйки — часть женских ролей (закадровое озвучивание), Рене Перри (Ванесса Уильямс) (сезоны 7, 8) (дубляж)[6]
- 1993 — Убойный отдел — часть женских ролей (закадровое озвучивание)[7]

## Озвучивание мультфильмов
- 2019 — Три кота — Библиотекарша